# درک لی
درک لی (انگلیسی: Derrek Lee؛ زادهٔ ۶ سپتامبر ۱۹۷۵) بازیکن بیس‌بال اهل ایالات متحده آمریکا است.